# 三角光束介
三角光束介（学名：Aetinoeythereis triangulata）为粗面介科光束介屬下的一个种。